# У неба есть мы
«У неба есть мы» — сингл певицы Ёлки и Змея из группы Касты. Сингл является официальным гимном эстафеты Олимпийского Огня Сочи 2014. Автор музыки: Евгений Бардаченко. Клип на песню отсутствует. Песня пока не попала ни в один чарт.

## Предыстория
Изначально песню «У неба есть мы» написали для эстафеты Олимпийского огня Сочи 2014. Ответственные за Олимпиаду и её открытие поручили такое важное дело одной из самых красивых, талантливых, главных певиц России — Ёлке и рэперу из группы Каста — Змею. Запись песни началась в конце 2013 года. Минусовку, тексты песни выпустили уже только в начале 2014 года.. Зимняя Олимпиада Сочи-2014 открылась 7 февраля 2014 года, когда на главном стадионе Олимпийских игр появится факел и зажжётся Олимпийский огонь.
Уже сейчас началась эстафета Олимпийского огня, которая начала свой путь в Москве и которая станет самой продолжительной за всю историю зимних Олимпийских игр. Олимпийский факел «Сочи 2014» пронесут через 2900 населенных пунктов всех 83 субъектов нашей страны 14 тысяч факелоносцев во время Эстафеты Олимпийского огня.

## О песне
Почётную миссию — исполнение Гимна Эстафеты Олимпийского огня «Сочи-2014» — доверили певице Ёлке и рэперу Змею из «Касты». Песня «У неба есть мы» была специально написана к этому знаменательному событию. Именно она будет сопровождать Эстафету на всем пути следования, в каждом из 2900 городов и населенных пунктов Гимн прозвучит во время празднования Эстафеты Олимпийского Огня и объединит мечты миллионов сердец по всей стране. Новый Гимн окрыляет своим жизнеутверждающим посылом — если объединиться в своих светлых мечтах и желаниях, если очень захотеть и поверить в их исполнение всем вместе — они обязательно начнут сбываться. Официальная песня Эстафеты «Сочи 2014» выражает стремление людей гордиться своей страной, объединившись под знаком пяти олимпийских колец. В создании музыкального символа Эстафеты приняли участие духовые и струнные квартеты, а также специально приглашенный детский хор. Знаменательно, что авторами Гимна стали совсем молодые ребята, которые выразили в своем произведении мысли целого поколения — желание меняться, быть вместе, объединяться, чтобы сделать мир лучше. Текст песни Гимна написали Андрей Беляев, Андрей Шалимов и Антон Мишенин (Змей из «Касты»), музыку — Евгений Бардаченко.

## Премьера песни
В программе «Вечерний Ургант» состоялась премьера песни «У неба есть мы», которая стала официальным гимном эстафеты олимпийского огня «Сочи 2014»!

## Список композиций
- Цифровой сингл iTunes[5]

1. «У неба есть мы» — 3:58

## Участники записи
- Ёлка — вокал, бэк-вокал
- Змей — вокал, автор слов
- Velvet Music — продюсерский центр
- Sochi2014 — музыкальный лейбл Олимпиады Sochi 2014.
- Евгений Бардаченко — автор музыки
- Андрей Беляев — автор слов
- Андрей Шалимов — автор слов

## История релиза
| Регион | Дата          | Формат               | Лейбл        |
| ------ | ------------- | -------------------- | ------------ |
| СНГ    | 2 января 2014 | Радиоротация         | Velvet Music |
| Россия | 1 января 2014 | Цифровая дистрибуция | Velvet Music |